# Bixby (Oklahoma)
Bixby je americké město v okresech Tulsa a Wagoner ve státě Oklahoma, ležící na předměstí Tulsy. K roku 2011 zde žilo 21 137 obyvatel. Mezi lety 2000 a 2010 šlo o páté nejrychleji rostoucí město státu Oklahoma (během desetiletí došlo k nárůstu počtu obyvatel o 56,6% ). Městem protéká řeka Arkansas, která jej rozděluje na severní a jižní část.